# Arabuv
Arabuv (Bubo milesi) är en nyligen urskild fågelart i familjen ugglor inom ordningen ugglefåglar.

## Utbredning och systematik
Arten förekommer på södra Arabiska halvön. Tidigare behandlades den som underart till fläckuv (Bubo africanus), men urskiljs numera allt oftare som egen art.

## Status
Arten har ett stort utbredningsområde och beståndet anses vara stabilt. Internationella naturvårdsunionen IUCN listar den därför som livskraftig (LC). Världspopulationen är dock relativt liten, uppskattad till mellan 4 000 och 10 000 vuxna individer.